# Kentrosaurus
Kentrosaurus (Kentrosaurus aethiopicus), raramente aportuguesado como Quentrossauro, foi uma espécie de dinossauro herbívoro e quadrúpede que viveu no fim do período Jurássico há 140 milhões de anos. Media em torno de 5 metros de comprimento e pesava cerca de 500 quilogramas.
O Kentrosaurus viveu na África e seus ossos foram descobertos na Tanzânia por uma expedição alemã que percorreu o leste do continente entre 1909 e 1912 fazendo grandes descobertas paleontológicas. O Kentrosaurus possuía grandes espigões nas costas, assim como os demais membros da sua família.
Mais de metade do seu comprimento é devido à cauda.
O Kentrosaurus possuía placas e espinhos pontiagudos que o faziam parecer mais impressionante e perigoso do que o que realmente era. Na realidade, a única defesa real contra predadores era a ponta espinhosa da cauda.
A cauda poderia ser arremessada com força para ambos os lados com bastante força, infligindo feridas nos seus predadores. O seu pescoço tinha bastante mobilidade, dando a possibilidade do Kentrosaurus facilmente olhar para trás facilitando a sua pontaria com a cauda.

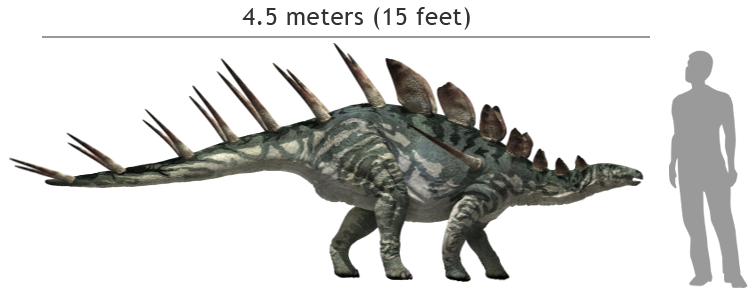
O tamanho do Kentrosaurus comparado com o tamanho do Humano.